# Střední Litva
Střední Litva (polsky Litwa Środkowa, litevsky Vidurinė Lietuva) byl polonezávislý stát, existující v letech 1920 až 1922. Hlavním městem byl Vilnius. V roce 1922 byl tento stát anektován Polskem.

## Situace před vznikem Střední Litvy
Během I. světové války byla Vilenská oblast okupována Německem (1915–1918). 1. ledna 1919 byl Vilnius obsazen polskými jednotkami, které vytvořili místní obyvatelé. Bolševická vojska postupující od východu ho později obsadila a vyhlásila zde krátce existující Sovětskou socialistickou republiku Litvy a Běloruska, ale 19. dubna 1919 ho Poláci dobyli zpět. 14. července 1920 město opět obsazují Rusové. Po porážce ruských vojsk u Varšavy Sověti předávají Vilnius nově vzniklé Litvě.
Koncem srpna 1920 došlo k potyčkám mezi litevskými a polskými vojsky o oblast kolem města Suwałki. 7. října 1920 bylo podepsáno příměří, ovšem obě strany si dále činily nárok na Vilnius a jeho okolí. Litva vyhlásila Vilnius, obývaný z velké části polsky hovořícími obyvateli, za své hlavní město. Poláci tvořili většinu obyvatel Vilniusu a v celém regionu Vilnius tvořili asi 70 %.

## „Vzpoura" generála Želigovského
Velitel polské armády Józef Piłsudski v té době nařídil svému podřízenému, generálu Lucianovi Želigovskému, aby předstíral vzpouru a obsadil Vilnius, aniž by Polsko formálně obnovilo válku s Litvou. Generál Želigovski se svou 1. litevsko-běloruskou divizí obsadil Vilnius 9. října 1920, aniž by narazil na vážnější odpor.

## Vyhlášení nového státu

Znak Střední Litvy

Generál Želigovski deklaroval vytvoření nového státu s názvem Republika Střední Litva (polsky Republika Litwy Środkowej). Sám se v něm prohlásil velitelem všech ozbrojených sil a 12. října 1920 oznámil vytvoření prozatímní vlády. Dekretem Želigovského ze 7. ledna 1921 byly vytvořeny soudy a policie.
Nárok na občanství nového státu měly všechny osoby žijící na jeho území k 1. lednu 1919 nebo nejméně pět let před 1. srpnem 1914.
Symboly nového státu byla rudá vlajka s polským bílým orlem a litevským rytířem na koni v brnění a znak obsahují směs polských, litevských a vilniuských symbolů, připomínající znak polsko-litevské unie.
Na 9. ledna 1921 byly naplánovány volby a do 28. listopadu 1920 měl být vydán volební zákon, ale kvůli vyjednávání mezi Litvou a Polskem na půdě Společnosti národů byly volby odročeny.

## Vyjednávání mezi Litvou a Polskem
Polsko a Litva začaly o řešení sporu o území Střední Litvy jednat v Bruselu na jaře 1921 – podle některých pramenů 3. března, podle jiných 20. dubna.
Jednání byla poznamenána spory o zastoupení delegace Střední Litvy. Litevci její účast na rozhovorech odmítli. Poláci se pokusili do své delegace začlenit dva vyslance generála Želigovského jako znalce místních poměrů, ale Litevci pohrozili odchodem z rozhovorů. Litevci zase požadovali stažení polských vojsk za linii ze 7. října 1920 a zejména jejich stažení z Vilniusu, což odmítla polská strana.
Litevská strana navrhla jako řešení sporu vznik konfederace Západní Litvy s oficiálním jazykem litevštinou a Střední Litvy s oficiálním jazykem polštinou. Polsko s tím bylo ochotno souhlasit pod podmínkou, že nový stát bude součástí polsko-litevské federace. To Litva odmítla, protože mnozí Litevci se obávali možného popolštění a zničení litevské kultury v těsném svazku s mnohem větším a lidnatějším Polskem.
Belgický vyjednavač Paul Hyman navrhl řešení spočívající ve vytvoření federativní Litvy sestávající ze dvou kantonů – západního litevského (kaunaského) a východního (vilniuského) mnohonárodního, obývaného Poláky, Bělorusy, Židy a Litevci. Oba kantony měly mít samostatné vlády, parlamenty a oficiální jazyky, ale společné hlavní město Vilnius. Tato federativní Litva a Polsko měly vytvořit mezistátní komise o zahraniční politice, obchodu, průmyslu a místní politice a uzavřít obrannou alianci. Polsko mělo mít právo využívat litevské přístavy.

## Volby do parlamentu Střední Litvy

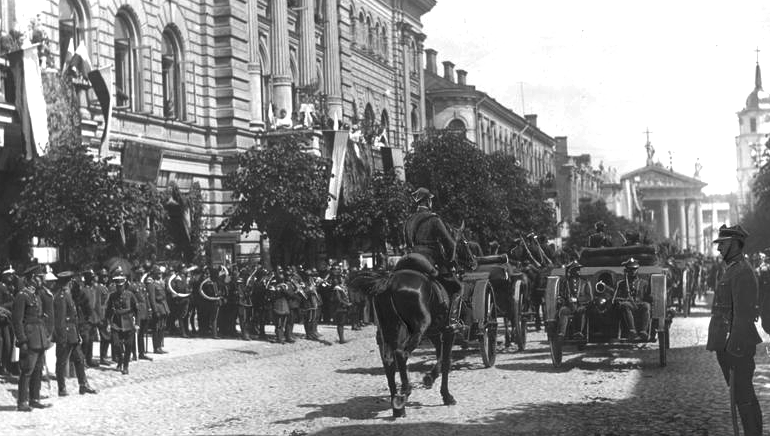
Oslava začlenění Vilenska do Polska (Vilnius, 1922)

Po selhání bruselských rozhovorů začalo ve Vilenské oblasti růst napětí, které ještě umocňovala početná armáda Střední Litvy (čítala na 27 000 vojáků). Generál Żeligowski se rozhodl co nejrychleji předat moc civilním úřadům a potvrdil datum konání voleb na 8. ledna 1922. Samotné volby byly poznamenány silně propolskou propagandou a uzavíráním svobodných litevských novin. Litevci se rozhodli volby zcela bojkotovat a k bojkotu se přidali i místní Židé a část Bělorusů. Samotná Litva předem oznámila, že výsledky voleb neuzná.
Ve volbách drtivě zvítězily polské strany a Poláci ovládli středolitevský parlament tzv. Sejm. Dne 20. února 1922 schválil středolitevský Sejm oficiální žádost o začlenění Střední Litvy do polského státu. Žádost byla schválena polským Sejmem 22. března 1922, a tak byla Střední Litva transformována do Vilenského vojvodství. Litva odmítla uznat polskou nadvládu a stále oficiálně považovala Vilensko za své území. Dokonce podle litevské ústavy byl Vilnius považován za hlavní město, zatímco Kaunas zastával pouze pozici dočasného sídla vlády. Spor o Vilensko tak negativně poznamenal polsko-litevské vztahy v meziválečném období.

## Následné události
Vilensko zůstalo součástí Polska do začátku druhé světové války. Na základě Paktu Ribbentrop–Molotov a porážce Polska (více viz Invaze do Polska) byl Vilnius s okolím předán Sověty Litvě 10. října 1939. Zbytek území připadl Běloruské SSR. V roce 1940 se ale samotná Litva stala součástí SSSR a byla reorganizována na Litevskou SSR. Po obnovení litevské nezávislosti v roce 1991 byl Vilnius mezinárodně uznán jako hlavní město Litvy.